# 2731 Cucula
2731 Cucula је астероид главног астероидног појаса са пречником од приближно 50,88 .
Афел астероида је на удаљености од 3,802 астрономских јединица (АЈ) од Сунца, а перихел на 2,566 АЈ.
Ексцентрицитет орбите износи 0,194, инклинација (нагиб) орбите у односу на раван еклиптике 13,246 степени, а орбитални период износи 2075,298 дана (5,681 година).
Апсолутна магнитуда астероида је 10,70 а геометријски албедо 0,035.
Астероид је откривен 21. маја 1982. године.